# Parastasia birmana
Parastasia birmana är en skalbaggsart som beskrevs av Gilbert John Arrow 1899. Parastasia birmana ingår i släktet Parastasia och familjen Rutelidae. Inga underarter finns listade i Catalogue of Life.